# Classe Duncan
Le 6 navi della classe Duncan erano navi da battaglia pre-dreadnought della Royal Navy britannica entrate in servizio all'inizio del XX secolo, e ampiamente impiegate nella prima guerra mondiale ad esclusione della Montagu, persa nel 1906 per naufragio.

## Navi
- Albemarle
- Cornwallis
- Duncan
- Exmouth
- Montagu
- Russell